# Никола Шутић
Никола Шутић (Чачак, 14. априла 1999) српски је фудбалер, који тренутно наступа за Борац из Чачка. Висок је 176 центиметара и игра на позицији задњег везног.

## Каријера
Лета 2018, по окончању омладинског стажа, Шутић је прикључен раду са првим тимом код тренера Владимира Станисављевића, пред почетак такмичења у Прве лига Србије. Свој дебитантски наступ у сениорској конкуренцији забележио је на отварању сезоне 2018/19, када је његов тим поражен на Стадиону крај Мораве од екипе гостујуће Инђије, а коначан резултат на том сусрету био је 0:4. Шутић је утакмицу 7. кола, против Златибора у Чајетини пропустио због партиних жутих картона, а до краја јесењег дела сезоне наступио је на свим осталим сусретима као стартер, укључујући и утакмице Купа Србије, против Слободе из Ужица, односно Напретка из Крушевца.

## Статистика

#### Клупска
| Клуб        | Сезона   | Лига             | Лига    | Лига   | Национални куп | Национални куп | Европа  | Европа | Остало  | Остало | Укупно  | Укупно |
| Клуб        | Сезона   | Дивизија         | Наступа | Голова | Наступа        | Голова         | Наступа | Голова | Наступа | Голова | Наступа | Голова |
| ----------- | -------- | ---------------- | ------- | ------ | -------------- | -------------- | ------- | ------ | ------- | ------ | ------- | ------ |
| Борац Чачак | 2018/19. | Прва лига Србије | 31      | 0      | 2              | 0              | —       | —      | —       | —      | 33      | 0      |

- Ажурирано 28. априла 2019. године.